# Velimir Sombolac
Velimir Sombolac (Banja Luka, 1939. február 27. – Gradiška, 2016. május 22.) olimpiai bajnok jugoszláv válogatott szerb labdarúgó, edző.

## Pályafutása

### Klubcsapatban
1955 -ben a BSK Banja Luka korosztályos csapatában kezdte a labdarúgást. 1957 és 1959 között a Borac Banja Luka, 1959 és 1965 között a Partizan labdarúgója volt. A belgrádi csapattal négyszer nyert jugoszláv bajnoki címet. 1965 és 1970 között az Olimpija Ljubljana, 1970-71-ben az Orijent Rijeka, 1971 és 1973 között ismét a Borac Banja Luka játékosa volt. 1973-ban fejezte be az aktív labdarúgást.

### A válogatottban
1960-ban három alkalommal szerepelt a jugoszláv válogatottban. Tagja volt az 1960-as római olimpiai játékokon aranyérmet nyert csapatnak.

### Edzőként
1973-74-ben a Sloga Gornji Pogradci, 1976 és 1979 között a Kozara Gradiška vezetőedzője volt. 1998 és 2001-ben a Boszniai Szerb Köztársaság válogatottjának szövetségi kapitánya volt.

## Sikerei, díjai
Jugoszlávia
- Olimpiai játékok
  - aranyérmes: 1960, Róma

 Partizan
- Jugoszláv bajnokság
  - bajnok: 1960–61, 1961–62, 1962–63, 1964–65